# Nectandra reticulata
Nectandra reticulata Mez – gatunek rośliny z rodziny wawrzynowatych (Lauraceae Juss.). Występuje naturalnie na obszarze od Meksyku po Brazylię i Boliwię. W Brazylii został zaobserwowany w stanach Amazonas, Bahia, Ceará, Espírito Santo, Minas Gerais, Rio de Janeiro, São Paulo oraz Parana.

## Morfologia
PokrójZimozielone drzewo lub krzew dorastające do 20 m wysokości. Gałęzie są owłosione.
LiścieMają eliptycznie lancetowaty kształt. Mierzą 20 cm długości oraz 6 szerokości. Są owłosione od spodu. Wierzchołek jest ostry.
KwiatySą zebrane w wiechy. Rozwijają się w kątach pędów. Dorastają do 10 cm długości. Płatki okwiatu pojedynczego mają białą barwę. Mierzą 8–12 mm średnicy. Wydzielają zapach.
OwocePestkowce o elipsoidalnym kształcie. Osiągają 10–20 mm długości oraz 6–11 mm średnicy.

## Biologia i ekologia
Rośnie w wiecznie zielonych lasach. Występuje na wysokości do 900 m n.p.m. Kwitnie od października do marca.